# Branta leucopsis

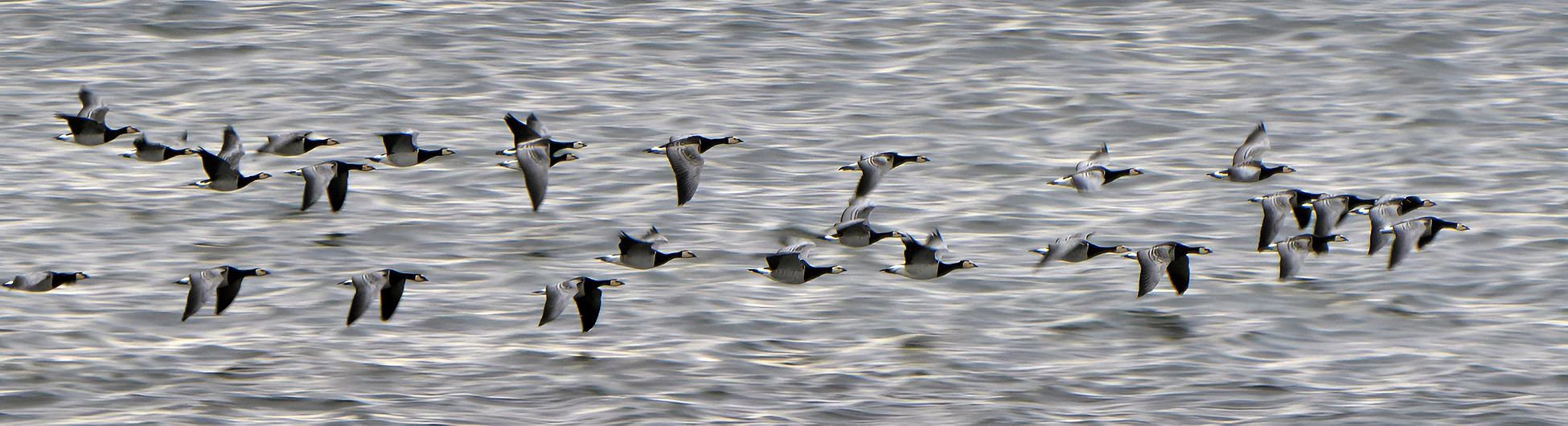
Las barnaclas cariblancas en Ystad 2017.

La barnacla cariblanca (Branta leucopsis) es una especie de ave anseriforme de la familia Anatidae propia del norte de Europa y el este de Groenlandia. A veces es posible observar ejemplares de esta especie en el sur de Europa y el extremo nororiental de Norteamérica.

## Taxonomía y etimología

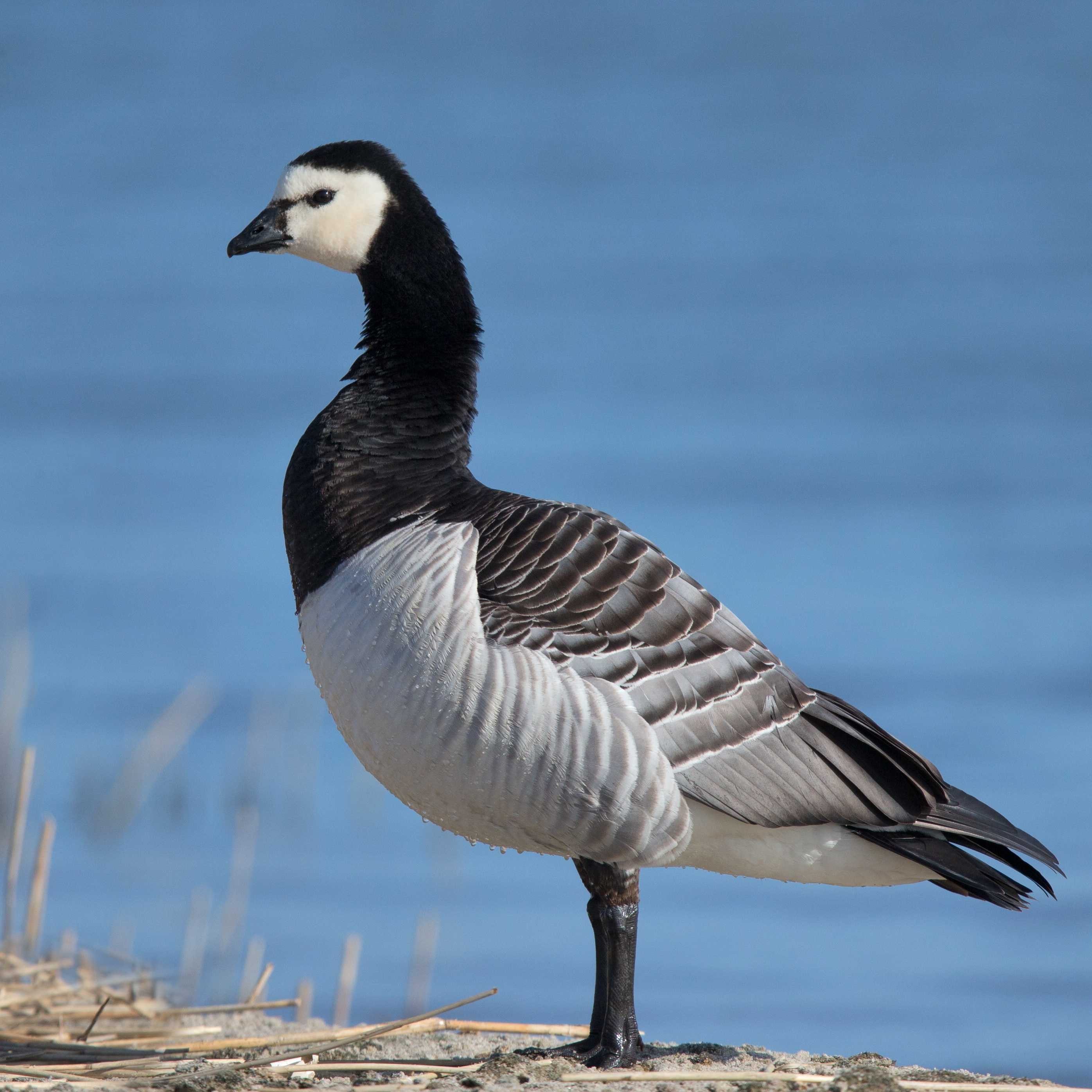
Ejemplar en Dinamarca.

La barnacla cariblanca fue descrita científicamente por el ornitólogo alemán Johann Matthäus Bechstein en 1803, con su nombre científico actual, Branta leucopsis. El género Branta fue creado por el naturalista tirolés Giovanni Antonio Scopoli en 1769. El nombre del género es la forma latinizada del término inglés, brant, que designa a la barnacla carinegra. Su nombre específico procede de los términos griegos leuko- «blanco» y opsis «cara». No se reconocen subespecies diferenciadas.
La etimología de su nombre común, barnacla, procede del nombre inglés barnacle que designa a esta especie, que es de origen incierto. Algunos piensan que este término procede de su sinónimo, barnacle, también aplicado a los crustáceos cirrípedos, por la creencia popular medieval de que estos gansos nacían de las conchas de los balanos, al desconocerse que se reproducían en el lejano ártico.

## Descripción
La barnacla cariblanca es un ganso de tamaño mediano que mide entre 55 y 70 cm de largo, con una envergadura alar de 130-145 cm, y un peso de entre 1,21-2,23 kg. Se caracteriza por tener el rostro blanco, en contraste con el resto de su cabeza, cuello y pecho que son negros, salvo la brida que también es negra. Sus partes superiores son de color gris con listado negro y blanco. En cambio, sus partes inferiores son principalmente blancas, con listado gris claro en los costados. Cuando está en vuelo presenta una franja blanca en forma de V en su zona caudal superior, muy contrastada con su obispillo y resto de la cola negros. Las coberteras inferiores de sus alas son de color gris claro, aunque sus plumas de vuelo son negruzcas. Su pico es corto y negro, y sus patas son negruzcas.

## Distribución

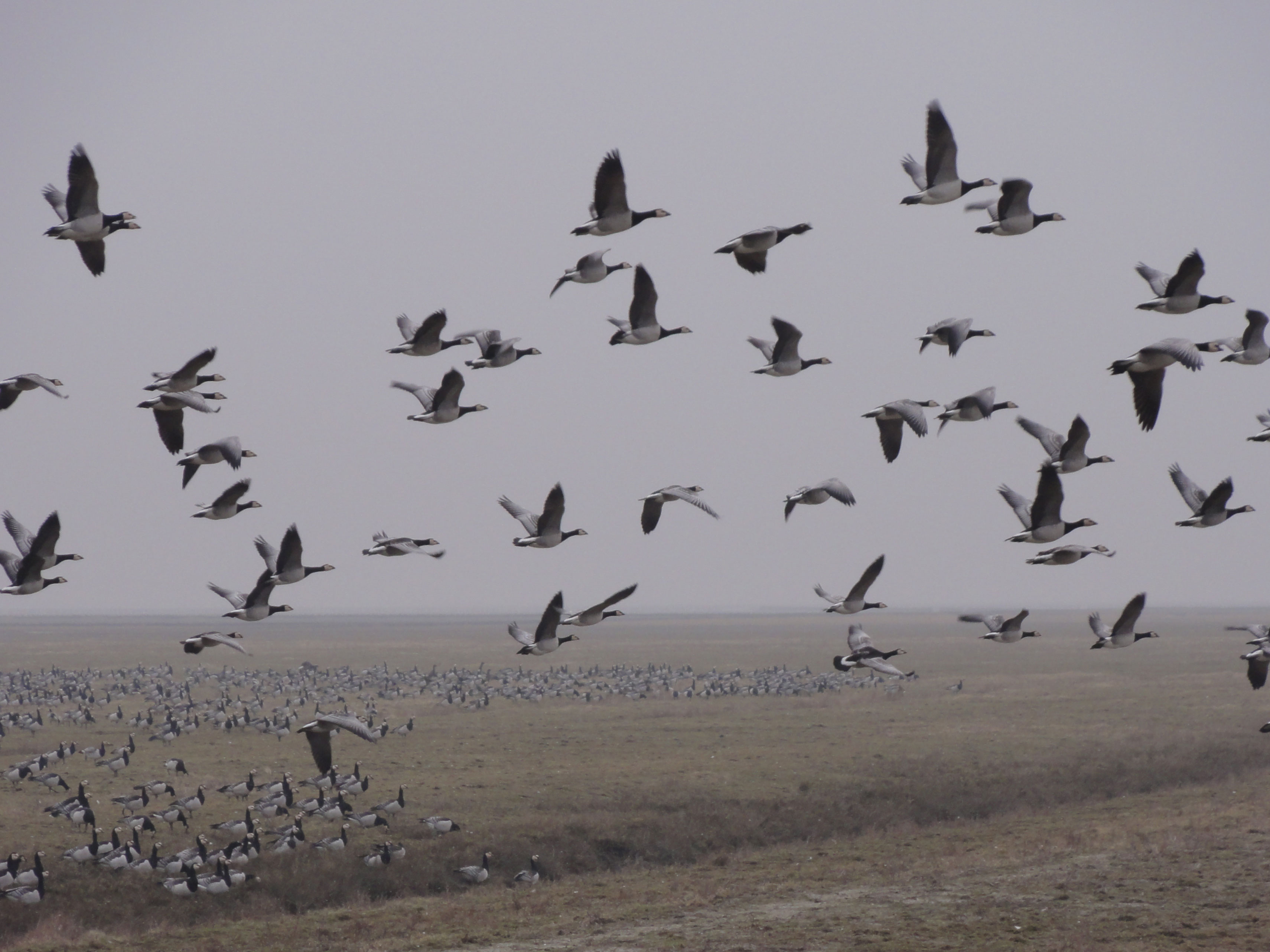
Durante la migración y la invernada se reúnen en grandes bandadas.

La barnacla cariblanca cría principalmente en las islas del Ártico, en el este de Groenlandia, el archipiélago Svalbard, Nueva Zembla, Vaigach y Kolgúyev, aunque también se reproduce en algunas zonas continentales como la península de Kanín. En la década de 1970 empezó a criar en algunas zonas diseminadas de Suecia. Tras la época de reproducción migra para pasar el invierno en las costas noroccidentales de Europa: las islas británicas, las Hébridas, alrededor del mar del Norte y el Báltico, llegando hasta Bélgica y Holanda. Ocasionalmente aparecen individuos divagantes en el sur de Europa y Norteamérica.

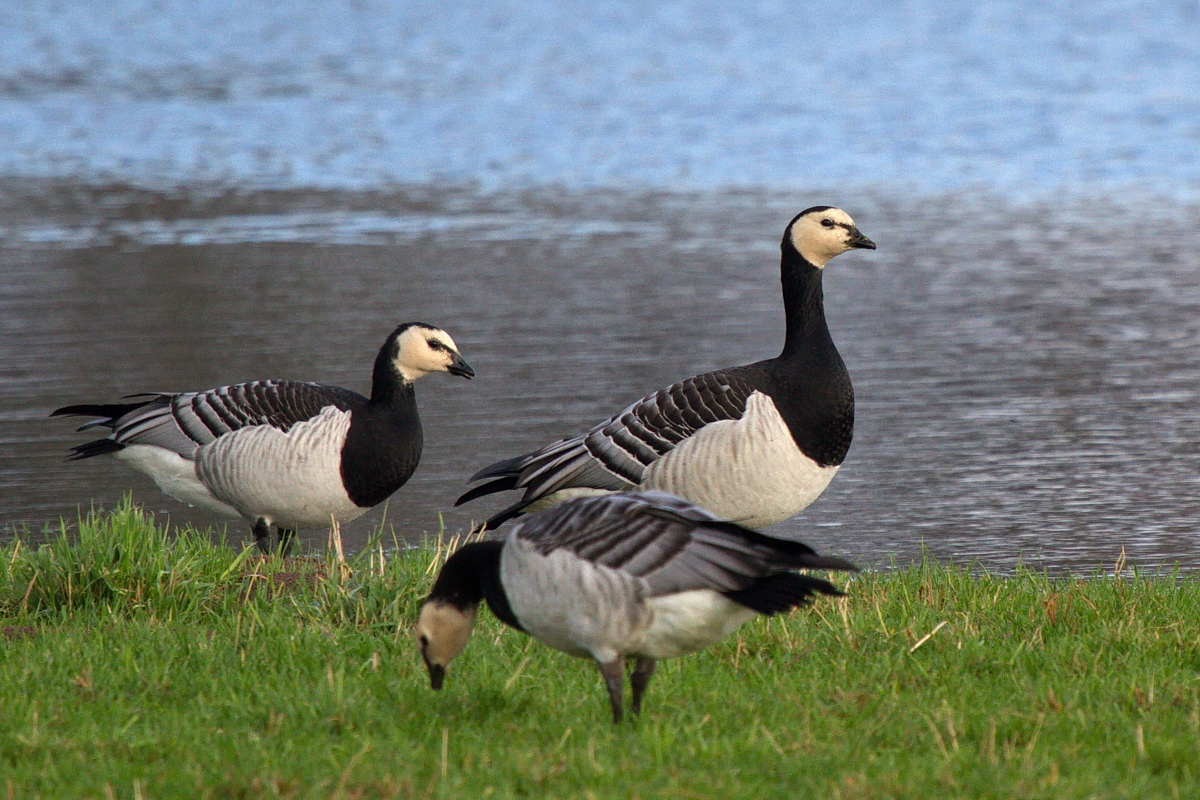
Las barnaclas cariblancas son fitófagas.

## Comportamiento
Las barnaclas cariblancas son gansos migratorios que permanecen en sus cuarteles de cría entre mayo y septiembre. Las barnaclas cariblancas pueden comportarse agresivamente con los humanos si se aproximan demasiado a sus polluelos. En otras circunstancias se mantienen a distancia prudencial de la gente y se alejan si los hombres se acercan demasiado. Fuera de la época de cría son muy gregarias y se concentran en grandes bandadas.

### Alimentación
La barnacla cariblanca es fitófaga. Su dieta se compone de hojas, raíces y semillas de espadañas, juncos y plantas acuáticas, musgos, y de varias plantas herbáceas como el trébol blanco y arbustos, especialmente Salix arctica. También puede comer grano y verduras en los campos de cultivo durante el invierno. Las barnaclas también pueden alimentarse de brotes de hierba y algas. Durante la época de invernada se alimentan principalmente en los campos de trébol.

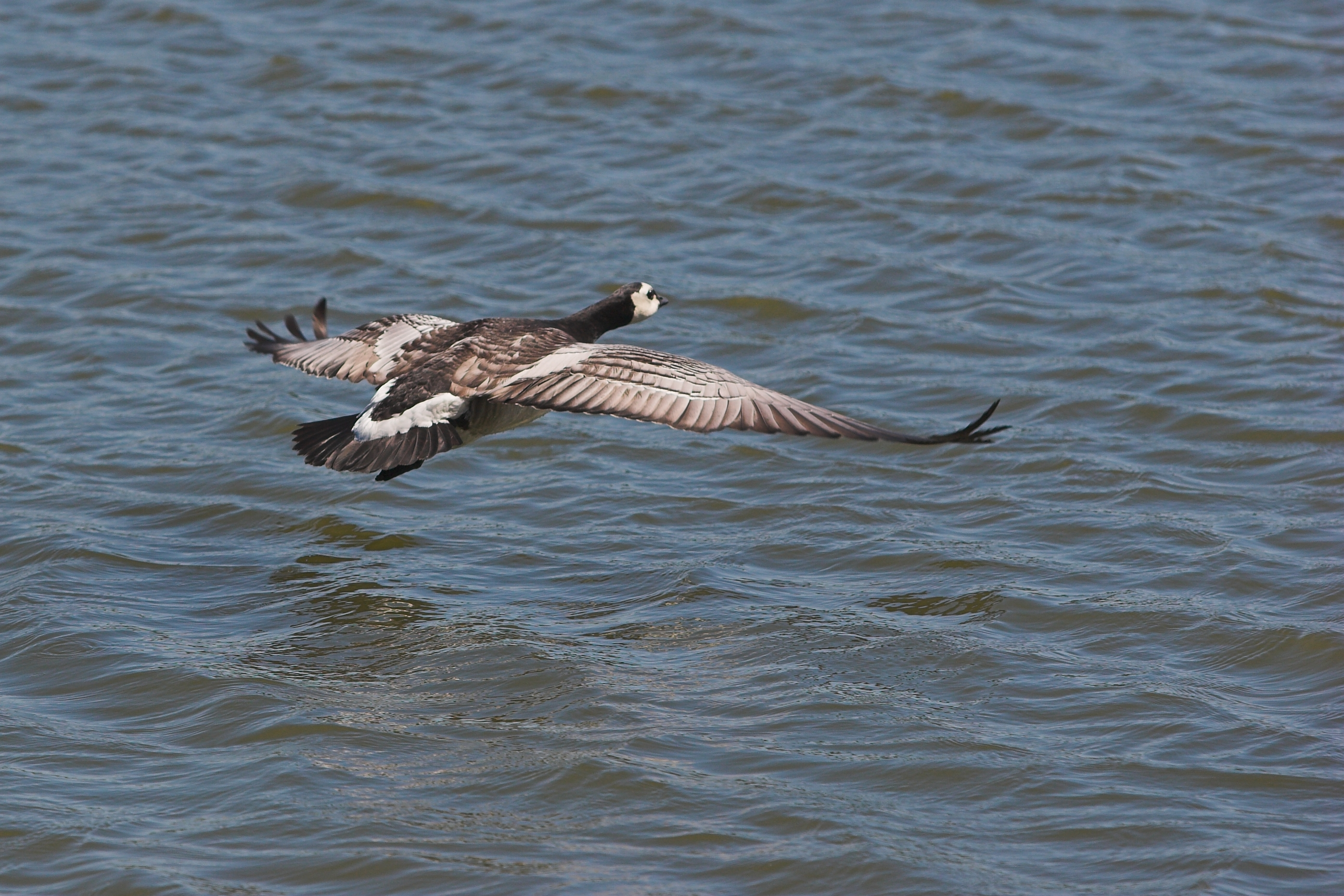
En vuelo muestran la V blanca en su parte trasera.

### Reproducción

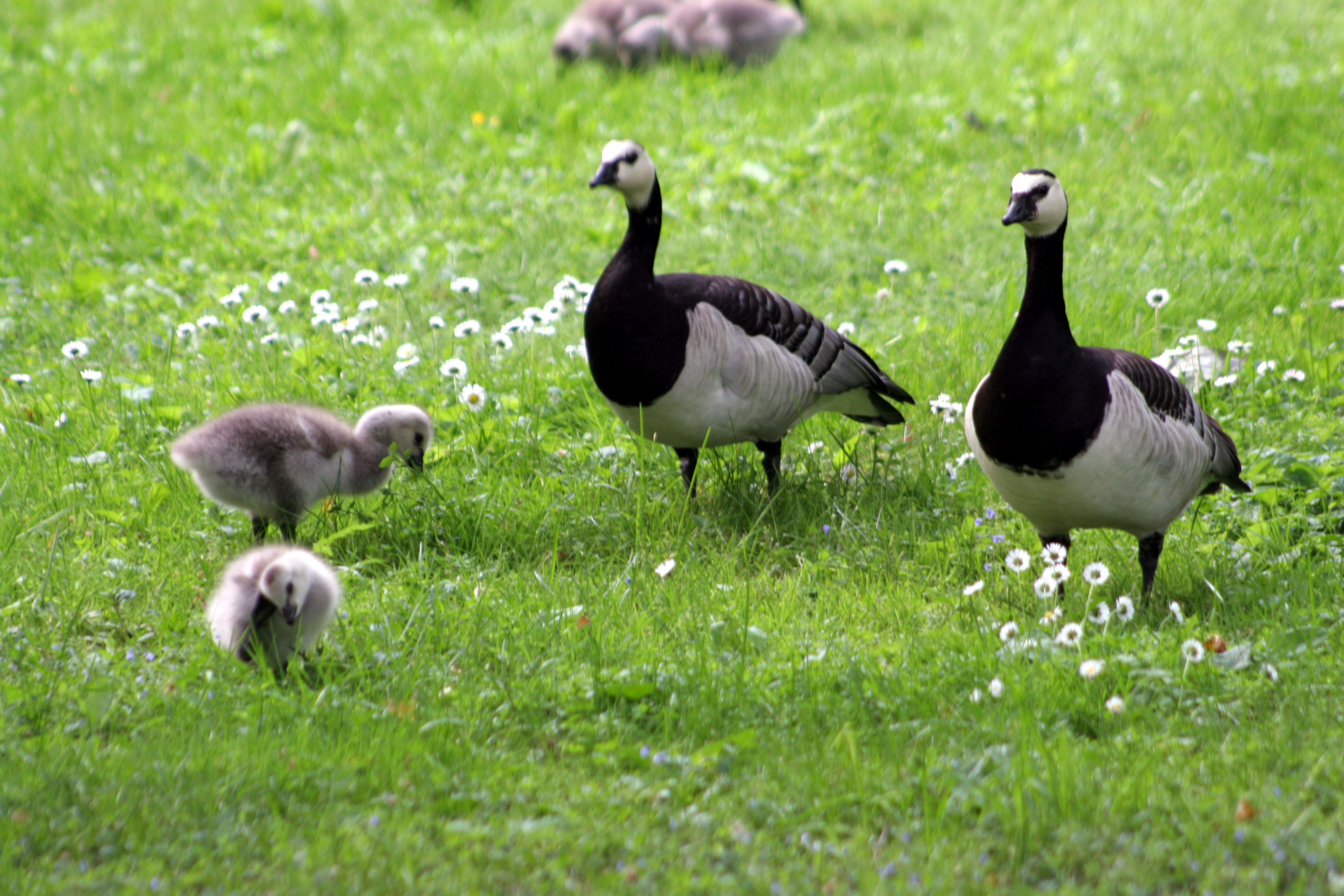
Anidan en lugares escarpados aunque sus crías dejan el nido enseguida siguiendo a sus padres.

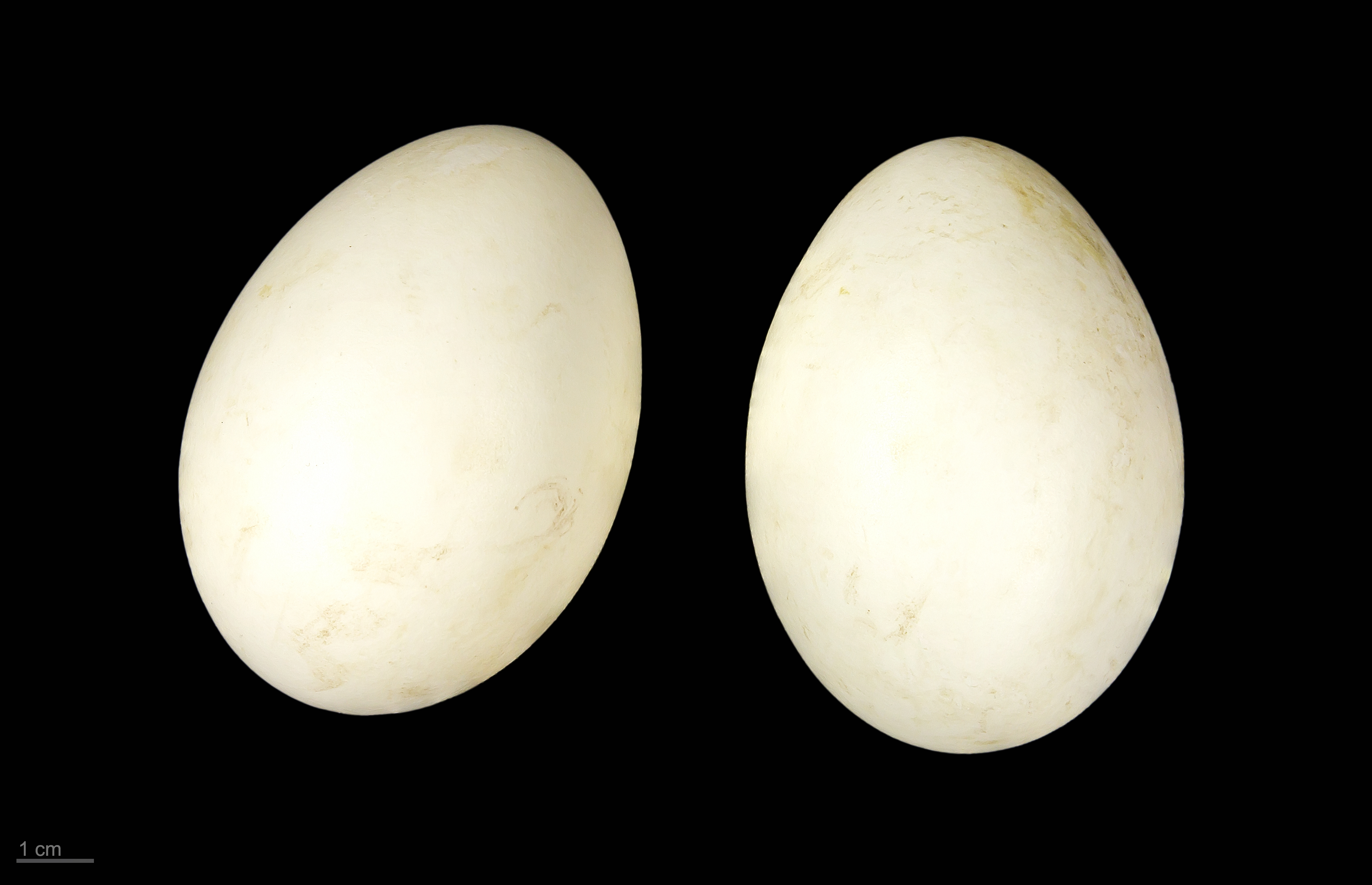
Branta leucopsis - MHNT

La barnacla cariblanca suele anidar entre mayo y julio, en pequeñas colonias de entre 5 y 50 parejas, llegando hasta 150 parejas, aunque también puede anidar aisladamente. Utiliza la misma zona de anidamiento año tras año, y suelen hacerlo cerca de los nidos de otras aves marinas. El nido consiste en una depresión poco profunda situada en el suelo, entre la vegetación de terreno rocoso. Puede situar sus nidos en la tundra semidesértica, los salientes de acantilados, en la parte superior de montes y afloramientos rocosos, o escondido entre la vegetación en otros lugares altos libres de nieve cerca de lagos, ríos y humedales. También puede hacer su nido entre la hierba de las islas fluviales e islotes costeros.
En el interior de Groenlandia las barnaclas cariblancas suelen anidar en lo alto de acantilados inaccesibles, lejos del alcance de sus principales depredadores terrestres (el zorro ártico y el oso polar). Al igual que los demás gansos, los adultos no alimentan a los polluelos, por lo que los recién nacidos tienen que bajar al suelo para poder alimentarse. Por ello los polluelos de tres días de edad, todavía incapaces de volar, tienen que arrojarse al vacío a la llamada de sus padres, para caer planeando. Gracias a su poco peso y su mullido plumón la mayoría de ellos resultan ilesos del impacto final de la aparatosa caída.
Su nidada suele constar de 4-6 huevos blancos. La hembra incuba los huevos durante unos 25 días. Una vez nacidos los polluelos, los adultos mudan el plumaje y pierden su capacidad para volar durante 3 o 4 semanas en julio y agosto. Los polluelos tardan en desarrollarse unas 7 semanas hasta conseguir volar.
El ejemplar más longevo registrado en libertad en Europa alcanzó los 28 años y 2 meses.

## Folklore
La historia natural del ganso percebe estuvo rodeada durante mucho tiempo por una leyenda que afirmaba que eran nacidos de madera flotante:

La Naturaleza produce [Bernacae] contra la Naturaleza de la manera más extraordinaria. Son como los gansos de los pantanos pero algo más pequeños. Se producen a partir de madera de abeto arrojada al mar y al principio son como goma de mascar. Luego cuelgan del pico como si fueran un alga adherida a la madera y están rodeadas de conchas para crecer más libremente. Habiendo sido revestidos así con el tiempo con una fuerte capa de plumas, caen al agua o vuelan libremente por el aire. Derivaban su alimento y crecimiento de la savia de la madera o del mar, por un proceso secreto y maravilloso de alimentación. Con frecuencia he visto, con mis propios ojos, más de mil de estos pequeños cuerpos de pájaros, colgando en la orilla del mar de una pieza de madera, encerrados en sus caparazones y ya formados. No se reproducen ni ponen huevos como las demás aves, ni incuban nunca huevos, ni parecen construir nidos en ningún rincón de la tierra.

La leyenda fue ampliamente repetida en, por ejemplo, la gran enciclopedia de Vincent de Beauvais. Sin embargo, también fue criticado por otros autores medievales, incluido Albertus Magnus.
Esta creencia puede estar relacionada con el hecho de que estos gansos nunca fueron vistos en verano, cuando supuestamente se estaban desarrollando bajo el agua (en realidad se estaban reproduciendo en regiones remotas del Ártico) en forma de percebes, que llegaron a tener el nombre "percebe" debido a esta leyenda.
Con base en estas leyendas, de hecho, las leyendas pueden haber sido inventadas para este propósito —algunos clérigos irlandeses consideraban que la carne de ganso percebe era un alimento aceptable para día de ayuno, una práctica que fue criticada por Giraldus Cambrensis, un autor galés:
...Los obispos y los hombres religiosos (viri religiosi) en algunas partes de Irlanda no tienen escrúpulos en comer estas aves en el momento del ayuno, porque no son de carne ni nacieron de la carne... Pero al hacerlo son llevados al pecado. Porque si alguien comiera de la pierna de nuestro primer padre (Adán) aunque no hubiera nacido de la carne, esa persona no podría ser declarada inocente de comer carne.
En el Cuarto Concilio de Letrán (1215), el Papa Inocencio III prohibió explícitamente comer estos gansos durante la Cuaresma, argumentando que a pesar de su reproducción inusual, vivían y se alimentaban como patos y por lo tanto eran de la misma naturaleza que otras aves.
La cuestión de la naturaleza de los gansos percebes también surgió como un asunto de la ley dietética judía en la Halajá, y Rabeinu Tam (1100–71) determinó que eran kosher (incluso si nacidos de árboles) y deben ser sacrificados siguiendo las prescripciones normales para las aves.
En una leyenda judía, se supone que el ganso percebe tiene su pico unido para siempre al árbol del que creció al igual que el Adne Sadeh está fijado a la tierra por su cordón umbilical. El mítico percebe, que en la Edad Media se creía que tenía percebes que se abrían para revelar gansos, puede tener un origen similar a las otras leyendas ya mencionadas.

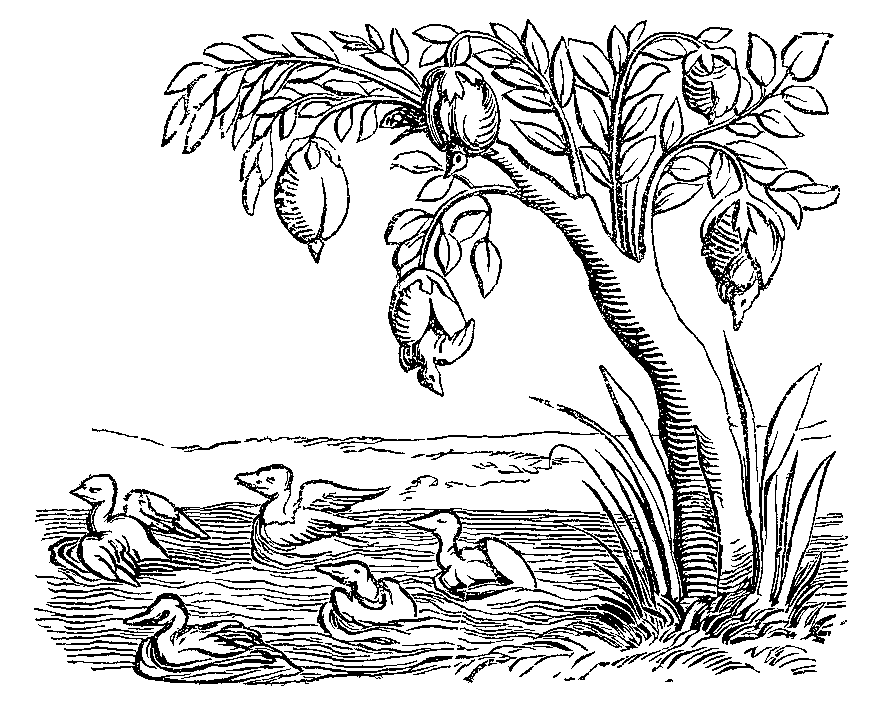
Percebes convirtiéndose en Gansos percebes en la Cosmographia de 1552 de Sebastian Münster
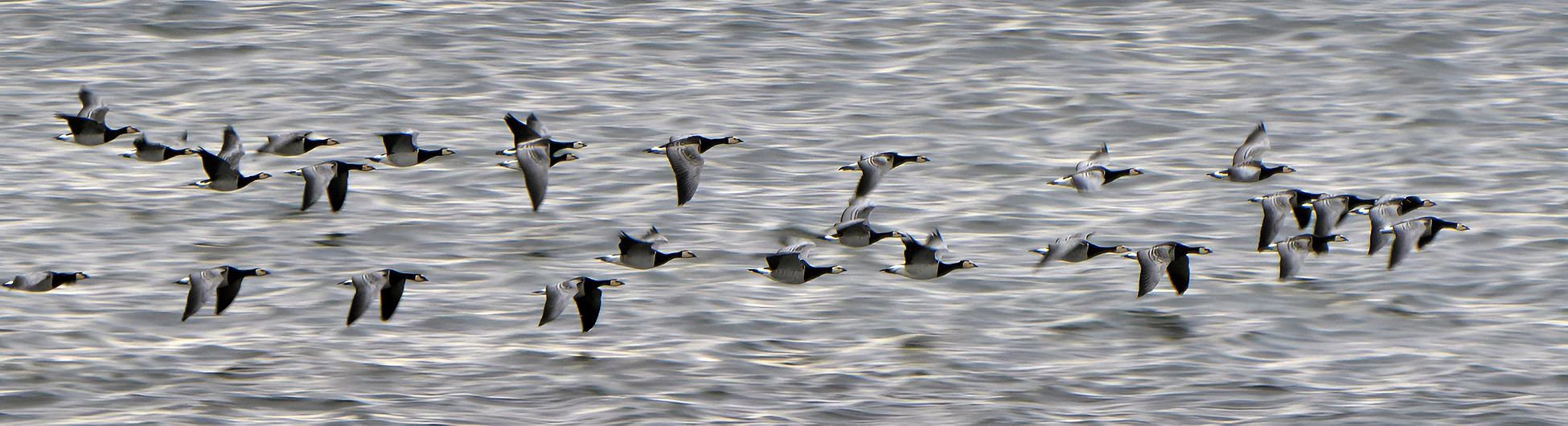
Migración de otoño en Suecia
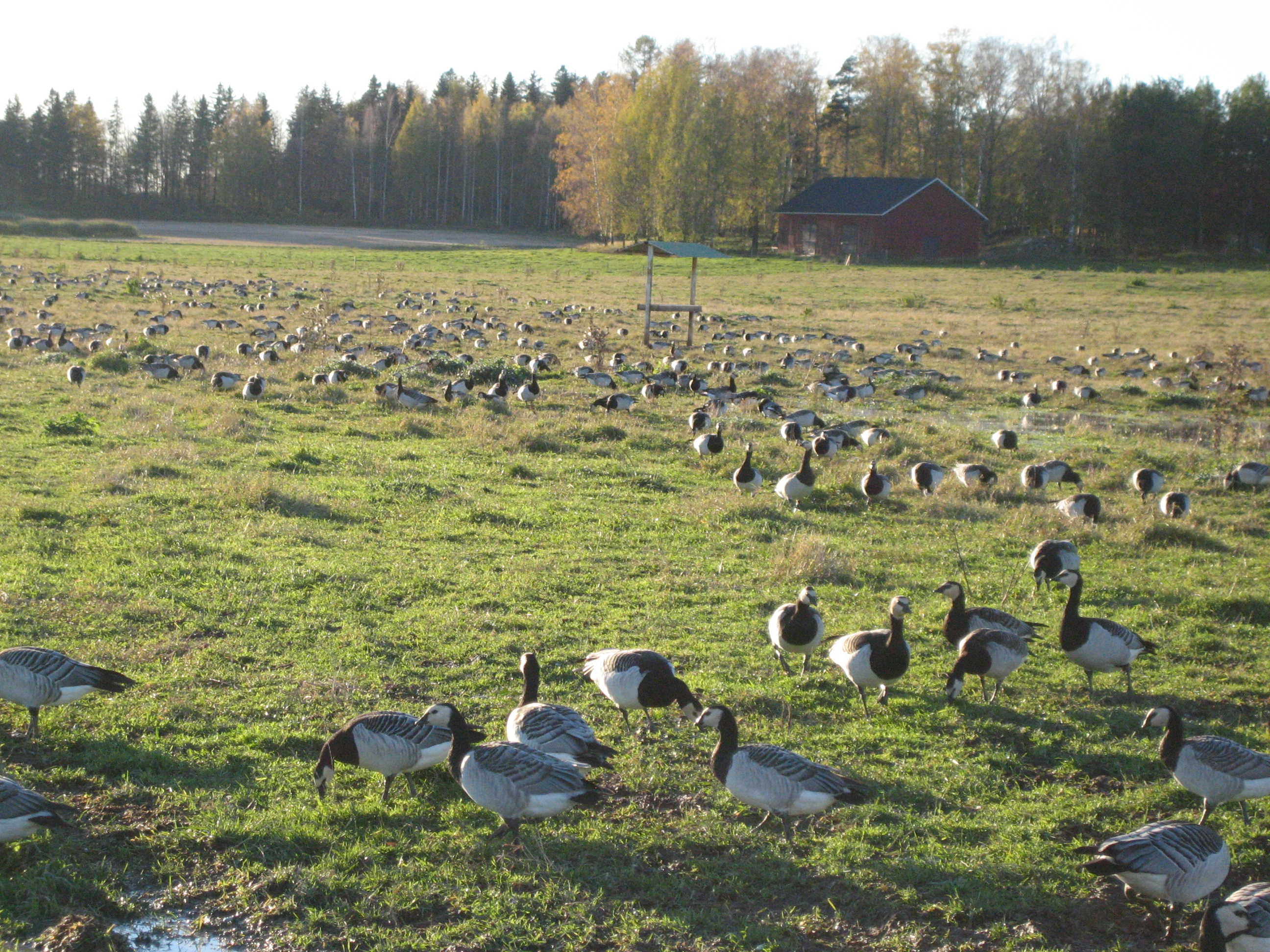
Una bandada alimentándose en Helsinki, Finlandia